# Андерсен, Альсинг
Альсинг Эмануэль Андерсен (дат. Alsing Andersen; 5 февраля 1893, Копенгаген — 5 декабря 1962) — датский политический, общественный и государственный деятель. Секретарь социал-демократической партии Дании (с 1917), член исполкома Копенгагенской федерации профсоюзов (с 1924), член исполкома Просветительной ассоциации рабочего движения, президентом Социалистического интернационала (с 1957 по 1962). Министр обороны Дании. (1935—1940). Министр финансов Дании (1942). Министр внутренних дел (1947).

## Биография

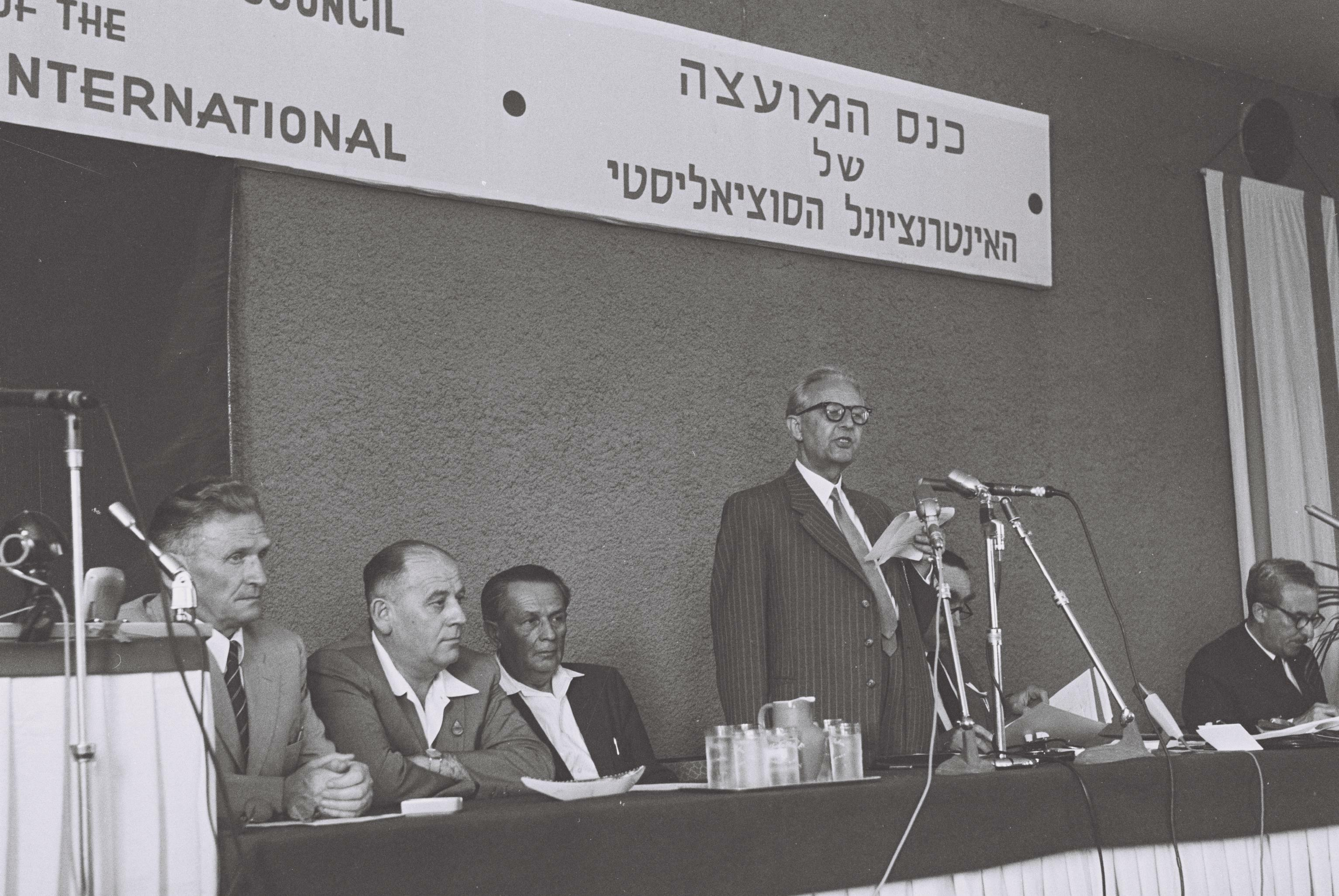
Президент Социалистического интернационала Альсинг Андерсен приветствует делегатов съезда Совета Социнтерна, Хайфа, 1960 год

Его отец был одним из пионеров датской социал-демократии.
По профессии — конторщик. С 1917 года — секретарь СДП Дании, с 1924 года — член парламента, секретарь социал-демократической парламентской группы.
С 4 ноября 1935 по 8 июля 1940 года — министр обороны Дании. Министр финансов Дании (16 июля 1942 — 9 ноября 1942 года).
С 8 июля 1940 по 1945 год занимал пост заместителя председателя Датской социал-демократической партии. Исполнял обязанности председателя партии со дня смерти Т. Стаунинга (3 мая 1942 года) до конца нацистской оккупации Дании в 1945 году.
А. Андерсен с 13 по 23 ноября 1947 года занимал пост министра внутренних дел Дании.
В 1929—1935 гг. — член Социалистического интернационала, в 1932 году был делегирован на Женевской конференции по разоружению. Позднее был вторым президентом Социалистического интернационала с 1957 по 1962 год.
Был также председателем Комиссии Организации Объединенных Наций, назначенной для расследования Венгерской революции 1956 года.